# Juan Pinzás Cerqueira
Juan Pinzás Cerqueira (Vigo, 26 de novembre de 1955) és un guionista, productor i director de cinema espanyol, l'únic d'aquesta nacionalitat que es va adherir als postulats artístics del Dogma 95 amb els quals ha rodat una trilogia de pel·lícules (Era outra vez, Días de voda i El desenlace). Al costat de Pilar Sueiro va fundar les productores cinematogràfiques PS Films (Pilar Sueiro Films, el 1982) i Atlántico Films (1984). És el pare, amb la productora Pilar Sueiro, del compositor de bandes sonores Juan Manuel Sueiro.

## Filmografia

### Llargmetratges
- 1985: La gran comedia. Exhibida en el Festival Internacional de Cinema de Sant Sebastià..
- 1991: El juego de los mensajes invisibles, adaptació de la novel·la d'Álvaro Pombo El hijo adoptivo. Protagonitzada per Antonio Ferrandis, la pel·lícula va guanyar el Premi Glauber Rocha a la Millor Pel·lícula en el Festival Internacional de Cinema de Figueira dona Foz (Portugal) i va participar en la Mostra Internacional de Cinema de São Paulo.
- 1995: La leyenda de la doncella. Va guanyar entre altres premis el Colón de Plata del Festival de Cinema Iberoamericà de Huelva.
- 2000: Era outra vez. Primera pel·lícula de la trilogia rodada sota els pressupostos del Dogma.
- 2002: Días de voda, segona pel·lícula rodada amb les directrius del Dogma. En els Premis ACE va guanyar en les categories de millor director i millor actor (Javier Gurruchaga).[3]
- 2005: El desenlace, última de la trilogia Dogma. Va guanyar el Premi Especial del Jurat de LaCinemaFe (Latin American Cinema Festival) i, als premis ACE, el de millor actor per a José Sancho. També el premi al millor guió al Miami Latin Film Festival.
- 2009: Las imágenes perdidas. La otra mirada (documental en el que participaren Paul Naschy i Javier Gurruchaga).
- 2013: New York Shadows.[4] Amb Lindsey Ireland[5] i Javier Gurruchaga).
- 2018: El vientre de Europa.[6]

### Curtmetratges

#### En Super 8 (1977-1980)
- Mónica
- Aconteceu en Galicia
- O derradeiro Fiana
- Amanece en Vigo
- Reflexión
- Ensueños

#### En 35 mm
- Opus I Homo Hominis (1981), participant a la Mostra Internacional de Cinema de São Paulo i guanyador d'un esment especial al Festival Internacional de Cinema Documental i Curtmetratge de Bilbao.
- Augurio
- Virginal
- Vestida de fiesta
- Una historia gallega
- El tubo de rayos catódicos
- Cien puntos para Julián Pintos
- La tercera mujer
- Añoranzas
- Juego decisivo
- La esfera
- Gula
- Mujer, mujer
- Carmín
- Hechizo
- El rito
- Muñeca de azul
- Cinefilia